# غروباما أرينا
غروباما أرينا هو ملعب كرة قدم يقع في بودابست، المجر، يتسع لجلوس 22،000 متفرج. تم وضع حجر الأساس للملعب في 27 مارس 2013. بدأ بناؤه في 2013 وافتتح في 10 أغسطس 2014.

## روابط خارجية
- الموقع الرسمي